# Heteranthera
Heteranthera là một chi thực vật có hoa trong họ Pontederiaceae.

## Các loài
- Heteranthera callifolia Rchb. ex Kunth (đồng nghĩa H. callaefolia)
- Heteranthera catharinensis C.N.Horn & M.Pell.[2]
- Heteranthera limosa (Sw.) Willd. – Blue Mud Plantain, Ducksalad
- Heteranthera multiflora (Griseb.) Horn – Bouquet Mud Plantain
- Heteranthera oblongifolia Mart. ex Schult. & Schult.f.
- Heteranthera peduncularis Benth. – Egret Mud Plantain
- Heteranthera pumila M.Pell. & C.N.Horn[2]
- Heteranthera reniformis Ruiz & Pav. – Kidneyleaf Mud Plantain
- Heteranthera rotundifolia (Kunth) Griseb. – Roundleaf Mud Plantain
- Heteranthera seubertiana Solms
- Heteranthera spicata C.Presl
- Heteranthera zosterifolia Mart. – Stargrass[3][4]

### Chuyển từ chi khác sang
- Eurystemon mexicanus (S.Watson) Alexander = Heteranthera mexicana S.Watson – Mexican Mud Plantain.
- Zosterella dubia (Jacq.) Small = Heteranthera dubia (Jacq.) MacMill. – Grassleaf Mud Plantain, Water Stargrass.
- Hydrothrix gardneri Hook.f. = Heteranthera gardneri (Hook.f.) M. Pell.
- Scholleropsis lutea H.Perrier = Heteranthera lutea (H. Perrier) M. Pell.